# إيتوليا-أكارنانيا
إيتوليا-أكارنانيا إحدى مقاطعات اليونان.